# Adamsville (Ohio)
Adamsville falu az Amerikai Egyesült Államok Ohio államában, Muskingum megyéjében.

## Demográfiai adatok
A 2000. évi népszámlálási adatok szerint Adamsville lakónépessége 127 fő volt. A népszámlálás szerint Adamsvilleben 46 háztartás található, illetve 35 család él a faluban. A népsűrűség 1270 fő/km². Adamsville 49 lakással rendelkezik, sűrűsége 490 lakás/km². Adamsville lakónépességének 100%-a etnikailag a fehér rasszba tartozik.